# 6 uur van Spa-Francorchamps 2024
De 6 uur van Spa-Francorchamps 2024 was de derde race van het FIA World Endurance Championship-seizoen 2024. De race werd verreden op 11 mei 2024 op het Circuit de Spa-Francorchamps nabij Spa, België.
De race werd gewonnen door de Hertz Team Jota #12 van Callum Ilott en Will Stevens. De LMGT3-klasse werd gewonnen door de Manthey EMA #91 van Richard Lietz, Morris Schuring en Yasser Shahin.

## Inschrijvingen
Er waren 37 auto's ingeschreven voor de race, bestaande uit negentien in de Hypercar-klasse en achttien in de LMGT3-klasse. In de Hypercar-categorie moesten diverse inschrijvingen een coureur missen vanwege hun verplichtingen in de Formule E-race in Berlijn. Dit waren Norman Nato (#12 Hertz Team Jota), Edoardo Mortara (#63 Lamborghini Iron Lynx), Jean-Éric Vergne (#93 Peugeot TotalEnergies) en Stoffel Vandoorne (#94 Peugeot TotalEnergies). Er werd enkel voor Mortara een vervanger opgeroepen in de persoon van Andrea Caldarelli. Tevens reed de #99 Proton Competition met twee coureurs vanwege de verplichtingen van Harry Tincknell in het IMSA SportsCar Championship.
In de LMGTE Am-klasse werd Doriane Pin in de #85 Iron Dames vervangen door Rahel Frey vanwege haar verplichtingen in het Formula Regional European Championship. In de #78 Akkodis ASP Team werden twee coureurs vervangen. Kelvin van der Linde moest in de Formule E racen en werd vervangen door Ritomo Miyata. Tevens werd Timur Boguslavskiy enkele dagen voor de race ziek, waardoor Clemens Schmid als vervanger werd opgeroepen.

## Kwalificatie
Tijden vetgedrukt betekent de snelste tijd in die klasse.
| Pos. | Klasse   | No. | Team                      | Kwalificatie | Hyperpole | Grid |
| ---- | -------- | --- | ------------------------- | ------------ | --------- | ---- |
| 1    | Hypercar | 5   | Porsche Penske Motorsport | 2:02.675     | 2:03.107  | 1    |
| 2    | Hypercar | 2   | Cadillac Racing           | 2:02.981     | 2:03.115  | 2    |
| 3    | Hypercar | 99  | Proton Competition        | 2:02.947     | 2:03.314  | 3    |
| 4    | Hypercar | 12  | Hertz Team Jota           | 2:02.941     | 2:03.384  | 4    |
| 5    | Hypercar | 6   | Porsche Penske Motorsport | 2:02.947     | 2:03.448  | 5    |
| 6    | Hypercar | 8   | Toyota Gazoo Racing       | 2:02.586     | 2:03.572  | 6    |
| 7    | Hypercar | 35  | Alpine Endurance Team     | 2:02.898     | 2:03.685  | 7    |
| 8    | Hypercar | 83  | AF Corse                  | 2:02.876     | 2:04.048  | 8    |
| 9    | Hypercar | 20  | BMW M Team WRT            | 2:02.917     | 2:04.062  | 9    |
| 10   | Hypercar | 50  | Ferrari AF Corse          | Geen tijd    | Geen tijd | 19   |
| 11   | Hypercar | 51  | Ferrari AF Corse          | 2:03.002     |           | 10   |
| 12   | Hypercar | 36  | Alpine Endurance Team     | 2:03.186     |           | 11   |
| 13   | Hypercar | 15  | BMW M Team WRT            | 2:03.408     |           | 12   |
| 14   | Hypercar | 93  | Peugeot TotalEnergies     | 2:03.616     |           | 13   |
| 15   | Hypercar | 7   | Toyota Gazoo Racing       | 2:03.738     |           | 14   |
| 16   | Hypercar | 94  | Peugeot TotalEnergies     | 2:03.898     |           | 15   |
| 17   | Hypercar | 63  | Lamborghini Iron Lynx     | 2:04.426     |           | 16   |
| 18   | Hypercar | 38  | Hertz Team Jota           | 2:04.553     |           | 17   |
| 19   | Hypercar | 11  | Isotta Fraschini          | 2:05.953     |           | 18   |
| 20   | LMGT3    | 85  | Iron Dames                | 2:20.527     | 2:20.755  | 20   |
| 21   | LMGT3    | 46  | Team WRT                  | 2:21.233     | 2:21.138  | 21   |
| 22   | LMGT3    | 91  | Manthey EMA               | 2:21.259     | 2:21.285  | 22   |
| 23   | LMGT3    | 59  | United Autosports         | 2:22.292     | 2:21.293  | 23   |
| 24   | LMGT3    | 27  | Heart of Racing Team      | 2:21.368     | 2:21.350  | 24   |
| 25   | LMGT3    | 54  | Vista AF Corse            | 2:22.307     | 2:21.583  | 25   |
| 26   | LMGT3    | 81  | TF Sport                  | 2:21.766     | 2:22.215  | 26   |
| 27   | LMGT3    | 92  | Manthey PureRxcing        | 2:21.774     | Geen tijd | 27   |
| 28   | LMGT3    | 78  | Akkodis ASP Team          | 2:21.377     | Geen tijd | 28   |
| 29   | LMGT3    | 95  | United Autosports         | Geen tijd    | Geen tijd | 37   |
| 30   | LMGT3    | 88  | Proton Competition        | 2:22.485     |           | 29   |
| 31   | LMGT3    | 77  | Proton Competition        | 2:22.558     |           | 30   |
| 32   | LMGT3    | 31  | Team WRT                  | 2:23.042     |           | 31   |
| 33   | LMGT3    | 55  | Vista AF Corse            | 2:23.091     |           | 32   |
| 34   | LMGT3    | 777 | D'Station Racing          | 2:23.094     |           | 33   |
| 35   | LMGT3    | 82  | TF Sport                  | 2:23.527     |           | 34   |
| 36   | LMGT3    | 87  | Akkodis ASP Team          | 2:25.021     |           | 35   |
| 37   | LMGT3    | 60  | Iron Lynx                 | 2:25.396     |           | 36   |

## Uitslag
Winnaars in hun klasse zijn vetgedrukt.
De race lag ruim anderhalf uur stil vanwege een ongeluk waar de #2 Cadillac Racing en de #31 Team WRT bij betrokken waren. Na deze rodevlagperiode werd de klok herstart en werd bijna de volledige tijd die onder de rode vlag werd besteed alsnog verreden.
| Pos. | Klasse   | No. | Team                      | Coureurs                                              | Chassis                          | Banden | Ronden | Tijd/Reden      |
| Pos. | Klasse   | No. | Team                      | Coureurs                                              | Motor                            | Banden | Ronden | Tijd/Reden      |
| ---- | -------- | --- | ------------------------- | ----------------------------------------------------- | -------------------------------- | ------ | ------ | --------------- |
| 1    | Hypercar | 12  | Hertz Team Jota           | Callum Ilott Will Stevens                             | Porsche 963                      | M      | 141    | 5:57:31.542     |
| 1    | Hypercar | 12  | Hertz Team Jota           | Callum Ilott Will Stevens                             | Porsche 9RD 4.6 L Turbo V8       | M      | 141    | 5:57:31.542     |
| 2    | Hypercar | 6   | Porsche Penske Motorsport | Kévin Estre André Lotterer Laurens Vanthoor           | Porsche 963                      | M      | 141    | +12.363         |
| 2    | Hypercar | 6   | Porsche Penske Motorsport | Kévin Estre André Lotterer Laurens Vanthoor           | Porsche 9RD 4.6 L Turbo V8       | M      | 141    | +12.363         |
| 3    | Hypercar | 50  | Ferrari AF Corse          | Antonio Fuoco Miguel Molina Nicklas Nielsen           | Ferrari 499P                     | M      | 141    | +1:14.020       |
| 3    | Hypercar | 50  | Ferrari AF Corse          | Antonio Fuoco Miguel Molina Nicklas Nielsen           | Ferrari F163 3.0 L Turbo V6      | M      | 141    | +1:14.020       |
| 4    | Hypercar | 51  | Ferrari AF Corse          | James Calado Antonio Giovinazzi Alessandro Pier Guidi | Ferrari 499P                     | M      | 141    | +1:17.710       |
| 4    | Hypercar | 51  | Ferrari AF Corse          | James Calado Antonio Giovinazzi Alessandro Pier Guidi | Ferrari F163 3.0 L Turbo V6      | M      | 141    | +1:17.710       |
| 5    | Hypercar | 99  | Proton Competition        | Julien Andlauer Neel Jani                             | Porsche 963                      | M      | 141    | +1:26.326       |
| 5    | Hypercar | 99  | Proton Competition        | Julien Andlauer Neel Jani                             | Porsche 9RD 4.6 L Turbo V8       | M      | 141    | +1:26.326       |
| 6    | Hypercar | 8   | Toyota Gazoo Racing       | Sébastien Buemi Brendon Hartley Ryō Hirakawa          | Toyota GR010 Hybrid              | M      | 141    | +1:34.955       |
| 6    | Hypercar | 8   | Toyota Gazoo Racing       | Sébastien Buemi Brendon Hartley Ryō Hirakawa          | Toyota 3.5 L Turbo V6            | M      | 141    | +1:34.955       |
| 7    | Hypercar | 7   | Toyota Gazoo Racing       | Mike Conway Kamui Kobayashi Nyck de Vries             | Toyota GR010 Hybrid              | M      | 141    | +1:38.331       |
| 7    | Hypercar | 7   | Toyota Gazoo Racing       | Mike Conway Kamui Kobayashi Nyck de Vries             | Toyota 3.5 L Turbo V6            | M      | 141    | +1:38.331       |
| 8    | Hypercar | 83  | AF Corse                  | Robert Kubica Robert Shwartzman Ye Yifei              | Ferrari 499P                     | M      | 141    | +1:49.162       |
| 8    | Hypercar | 83  | AF Corse                  | Robert Kubica Robert Shwartzman Ye Yifei              | Ferrari F163 3.0 L Turbo V6      | M      | 141    | +1:49.162       |
| 9    | Hypercar | 35  | Alpine Endurance Team     | Paul-Loup Chatin Jules Gounon Charles Milesi          | Alpine A424                      | M      | 141    | +2:07.089       |
| 9    | Hypercar | 35  | Alpine Endurance Team     | Paul-Loup Chatin Jules Gounon Charles Milesi          | Alpine 3.4 L Turbo V6            | M      | 141    | +2:07.089       |
| 10   | Hypercar | 93  | Peugeot TotalEnergies     | Mikkel Jensen Nico Müller                             | Peugeot 9X8                      | M      | 140    | +1 ronde        |
| 10   | Hypercar | 93  | Peugeot TotalEnergies     | Mikkel Jensen Nico Müller                             | Peugeot X6H 2.6 L Turbo V6       | M      | 140    | +1 ronde        |
| 11   | Hypercar | 15  | BMW M Team WRT            | Raffaele Marciello Dries Vanthoor Marco Wittmann      | BMW M Hybrid V8                  | M      | 140    | +1 ronde        |
| 11   | Hypercar | 15  | BMW M Team WRT            | Raffaele Marciello Dries Vanthoor Marco Wittmann      | BMW P66/3 4.0 L Turbo V8         | M      | 140    | +1 ronde        |
| 12   | Hypercar | 36  | Alpine Endurance Team     | Nicolas Lapierre Mick Schumacher Matthieu Vaxivière   | Alpine A424                      | M      | 140    | +1 ronde        |
| 12   | Hypercar | 36  | Alpine Endurance Team     | Nicolas Lapierre Mick Schumacher Matthieu Vaxivière   | Alpine 3.4 L Turbo V6            | M      | 140    | +1 ronde        |
| 13   | Hypercar | 20  | BMW M Team WRT            | Robin Frijns Sheldon van der Linde René Rast          | BMW M Hybrid V8                  | M      | 140    | +1 ronde        |
| 13   | Hypercar | 20  | BMW M Team WRT            | Robin Frijns Sheldon van der Linde René Rast          | BMW P66/3 4.0 L Turbo V8         | M      | 140    | +1 ronde        |
| 14   | Hypercar | 94  | Peugeot TotalEnergies     | Loïc Duval Paul di Resta                              | Peugeot 9X8                      | M      | 139    | +2 ronden       |
| 14   | Hypercar | 94  | Peugeot TotalEnergies     | Loïc Duval Paul di Resta                              | Peugeot X6H 2.6 L Turbo V6       | M      | 139    | +2 ronden       |
| 15   | Hypercar | 11  | Isotta Fraschini          | Carl Bennett Antonio Serravalle Jean Karl Vernay      | Isotta Fraschini Tipo 6-C        | M      | 138    | +3 ronden       |
| 15   | Hypercar | 11  | Isotta Fraschini          | Carl Bennett Antonio Serravalle Jean Karl Vernay      | Isotta Fraschini 3.0 L Turbo V6  | M      | 138    | +3 ronden       |
| 16   | LMGT3    | 91  | Manthey EMA               | Richard Lietz Morris Schuring Yasser Shahin           | Porsche 911 GT3 R (992)          | G      | 130    | +11 ronden      |
| 16   | LMGT3    | 91  | Manthey EMA               | Richard Lietz Morris Schuring Yasser Shahin           | Porsche M97/80 4.2 L Flat-6      | G      | 130    | +11 ronden      |
| 17   | LMGT3    | 92  | Manthey PureRxcing        | Klaus Bachler Aleksandr Malychin Joel Sturm           | Porsche 911 GT3 R (992)          | G      | 130    | +11 ronden      |
| 17   | LMGT3    | 92  | Manthey PureRxcing        | Klaus Bachler Aleksandr Malychin Joel Sturm           | Porsche M97/80 4.2 L Flat-6      | G      | 130    | +11 ronden      |
| 18   | LMGT3    | 60  | Iron Lynx                 | Matteo Cressoni Franck Perera Claudio Schiavoni       | Lamborghini Huracán GT3 Evo 2    | G      | 130    | +11 ronden      |
| 18   | LMGT3    | 60  | Iron Lynx                 | Matteo Cressoni Franck Perera Claudio Schiavoni       | Lamborghini DGF 5.2 L V10        | G      | 130    | +11 ronden      |
| 19   | LMGT3    | 59  | United Autosports         | Nicolas Costa James Cottingham Grégoire Saucy         | McLaren 720S GT3 Evo             | G      | 130    | +11 ronden      |
| 19   | LMGT3    | 59  | United Autosports         | Nicolas Costa James Cottingham Grégoire Saucy         | McLaren M840T 4.0 L Turbo V8     | G      | 130    | +11 ronden      |
| 20   | LMGT3    | 85  | Iron Dames                | Sarah Bovy Rahel Frey Michelle Gatting                | Lamborghini Huracán GT3 Evo 2    | G      | 130    | +11 ronden      |
| 20   | LMGT3    | 85  | Iron Dames                | Sarah Bovy Rahel Frey Michelle Gatting                | Lamborghini DGF 5.2 L V10        | G      | 130    | +11 ronden      |
| 21   | LMGT3    | 54  | Vista AF Corse            | Francesco Castellacci Thomas Flohr Davide Rigon       | Ferrari 296 GT3                  | G      | 130    | +11 ronden      |
| 21   | LMGT3    | 54  | Vista AF Corse            | Francesco Castellacci Thomas Flohr Davide Rigon       | Ferrari F163CE 3.0 L Turbo V6    | G      | 130    | +11 ronden      |
| 22   | LMGT3    | 777 | D'Station Racing          | Erwan Bastard Clément Mateu Marco Sørensen            | Aston Martin Vantage AMR GT3 Evo | G      | 130    | +11 ronden      |
| 22   | LMGT3    | 777 | D'Station Racing          | Erwan Bastard Clément Mateu Marco Sørensen            | Aston Martin M177 4.0 L Turbo V8 | G      | 130    | +11 ronden      |
| 23   | LMGT3    | 88  | Proton Competition        | Dennis Olsen Mikkel O. Pedersen Giorgio Roda          | Ford Mustang GT3                 | G      | 130    | +11 ronden      |
| 23   | LMGT3    | 88  | Proton Competition        | Dennis Olsen Mikkel O. Pedersen Giorgio Roda          | Ford Coyote 5.4 L V8             | G      | 130    | +11 ronden      |
| 24   | LMGT3    | 77  | Proton Competition        | Ben Barker Ryan Hardwick Zacharie Robichon            | Ford Mustang GT3                 | G      | 130    | +11 ronden      |
| 24   | LMGT3    | 77  | Proton Competition        | Ben Barker Ryan Hardwick Zacharie Robichon            | Ford Coyote 5.4 L V8             | G      | 130    | +11 ronden      |
| 25   | LMGT3    | 78  | Akkodis ASP Team          | Ritomo Miyata Arnold Robin Clemens Schmid             | Lexus RC F GT3                   | G      | 129    | +12 ronden      |
| 25   | LMGT3    | 78  | Akkodis ASP Team          | Ritomo Miyata Arnold Robin Clemens Schmid             | Lexus 2UR-GSE 5.0 L V8           | G      | 129    | +12 ronden      |
| 26   | LMGT3    | 27  | Heart of Racing Team      | Ian James Daniel Mancinelli Alex Riberas              | Aston Martin Vantage AMR GT3 Evo | G      | 129    | +12 ronden      |
| 26   | LMGT3    | 27  | Heart of Racing Team      | Ian James Daniel Mancinelli Alex Riberas              | Aston Martin M177 4.0 L Turbo V8 | G      | 129    | +12 ronden      |
| 27   | LMGT3    | 82  | TF Sport                  | Sébastien Baud Daniel Juncadella Hiroshi Koizumi      | Chevrolet Corvette Z06 GT3.R     | G      | 129    | +12 ronden      |
| 27   | LMGT3    | 82  | TF Sport                  | Sébastien Baud Daniel Juncadella Hiroshi Koizumi      | Chevrolet LT6 5.5 L V8           | G      | 129    | +12 ronden      |
| 28   | LMGT3    | 55  | Vista AF Corse            | François Heriau Simon Mann Alessio Rovera             | Ferrari 296 GT3                  | G      | 129    | +12 ronden      |
| 28   | LMGT3    | 55  | Vista AF Corse            | François Heriau Simon Mann Alessio Rovera             | Ferrari F163CE 3.0 L Turbo V6    | G      | 129    | +12 ronden      |
| 29   | LMGT3    | 87  | Akkodis ASP Team          | Takeshi Kimura José María López Esteban Masson        | Lexus RC F GT3                   | G      | 128    | +13 ronden      |
| 29   | LMGT3    | 87  | Akkodis ASP Team          | Takeshi Kimura José María López Esteban Masson        | Lexus 2UR-GSE 5.0 L V8           | G      | 128    | +13 ronden      |
| DNF  | Hypercar | 2   | Cadillac Racing           | Earl Bamber Alex Lynn                                 | Cadillac V-Series.R              | M      | 95     | Ongeluk         |
| DNF  | Hypercar | 2   | Cadillac Racing           | Earl Bamber Alex Lynn                                 | Cadillac LMC55R 5.5 L V8         | M      | 95     | Ongeluk         |
| DNF  | LMGT3    | 31  | Team WRT                  | Augusto Farfus Sean Gelael Darren Leung               | BMW M4 GT3                       | G      | 87     | Ongeluk         |
| DNF  | LMGT3    | 31  | Team WRT                  | Augusto Farfus Sean Gelael Darren Leung               | BMW P58 3.0 L Turbo I6           | G      | 87     | Ongeluk         |
| DNF  | Hypercar | 5   | Porsche Penske Motorsport | Matt Campbell Michael Christensen Frédéric Makowiecki | Porsche 963                      | M      | 64     | Uitgevallen     |
| DNF  | Hypercar | 5   | Porsche Penske Motorsport | Matt Campbell Michael Christensen Frédéric Makowiecki | Porsche 9RD 4.6 L Turbo V8       | M      | 64     | Uitgevallen     |
| DNF  | Hypercar | 63  | Lamborghini Iron Lynx     | Mirko Bortolotti Andrea Caldarelli Daniil Kvjat       | Lamborghini SC63                 | M      | 59     | Ophanging       |
| DNF  | Hypercar | 63  | Lamborghini Iron Lynx     | Mirko Bortolotti Andrea Caldarelli Daniil Kvjat       | Lamborghini 3.8 L Turbo V8       | M      | 59     | Ophanging       |
| DNF  | LMGT3    | 95  | United Autosports         | Josh Caygill Nico Pino Marino Sato                    | McLaren 720S GT3 Evo             | G      | 59     | Versnellingsbak |
| DNF  | LMGT3    | 95  | United Autosports         | Josh Caygill Nico Pino Marino Sato                    | McLaren M840T 4.0 L Turbo V8     | G      | 59     | Versnellingsbak |
| DNF  | LMGT3    | 81  | TF Sport                  | Rui Andrade Charlie Eastwood Tom van Rompuy           | Chevrolet Corvette Z06 GT3.R     | G      | 56     | Versnellingsbak |
| DNF  | LMGT3    | 81  | TF Sport                  | Rui Andrade Charlie Eastwood Tom van Rompuy           | Chevrolet LT6 5.5 L V8           | G      | 56     | Versnellingsbak |
| DNF  | Hypercar | 38  | Hertz Team Jota           | Jenson Button Philip Hanson Oliver Rasmussen          | Porsche 963                      | M      | 37     | Ongeluk         |
| DNF  | Hypercar | 38  | Hertz Team Jota           | Jenson Button Philip Hanson Oliver Rasmussen          | Porsche 9RD 4.6 L Turbo V8       | M      | 37     | Ongeluk         |
| DNF  | LMGT3    | 46  | Team WRT                  | Ahmad Al Harthy Maxime Martin Valentino Rossi         | BMW M4 GT3                       | G      | 33     | Ongeluk         |
| DNF  | LMGT3    | 46  | Team WRT                  | Ahmad Al Harthy Maxime Martin Valentino Rossi         | BMW P58 3.0 L Turbo I6           | G      | 33     | Ongeluk         |

## Tussenstanden na wedstrijd
Hypercar (coureurs)
| Pos | Coureur                                               | Punten |
| --- | ----------------------------------------------------- | ------ |
| 1   | Kévin Estre André Lotterer Laurens Vanthoor           | 74     |
| 2   | Callum Ilott Will Stevens                             | 52     |
| 3   | Mike Conway Kamui Kobayashi Nyck de Vries             | 46     |
| 4   | Matt Campbell Michael Christensen Frédéric Makowiecki | 40     |
| 5   | Antonio Fuoco Miguel Molina Nicklas Nielsen           | 40     |

Hypercar (constructeurs)
| Pos | Constructeur | Punten |
| --- | ------------ | ------ |
| 1   | Porsche      | 83     |
| 2   | Toyota       | 60     |
| 3   | Ferrari      | 49     |
| 4   | Alpine       | 23     |
| 5   | BMW          | 21     |

Hypercar (teams)
| Pos | Nr | Constructeur       | Punten |
| --- | -- | ------------------ | ------ |
| 1   | 12 | Hertz Team Jota    | 78     |
| 2   | 83 | AF Corse           | 67     |
| 3   | 99 | Proton Competition | 41     |
| 4   | 38 | Hertz Team Jota    | 18     |

LMGT3
| Pos | Coureur                                       | Punten |
| --- | --------------------------------------------- | ------ |
| 1   | Klaus Bachler Aleksandr Malychin Joel Sturm   | 72     |
| 2   | Augusto Farfus Sean Gelael Darren Leung       | 37     |
| 3   | Ian James Daniel Mancinelli Alex Riberas      | 37     |
| 4   | Ahmad Al Harthy Maxime Martin Valentino Rossi | 36     |
| 5   | Erwan Bastard Clément Mateu Marco Sørensen    | 30     |

LMGT3 (teams)
| Pos | Nr  | Team                 | Punten |
| --- | --- | -------------------- | ------ |
| 1   | 92  | Manthey PureRxcing   | 72     |
| 2   | 31  | Team WRT             | 37     |
| 3   | 27  | Heart of Racing Team | 37     |
| 4   | 46  | Team WRT             | 36     |
| 5   | 777 | D'station Racing     | 30     |